# Cupido dret (Miquel Àngel)
El Cupido dret o Cupido-Apol·lo, és una escultura en marbre realitzada entre 1496 i 1498, per l'escultor italià Miquel Àngel.
Aquesta obra va ser executada durant la primera estada de Miquel Àngel a Roma i al mateix temps que estava realitzant l'escultura de Bacus. L'encàrrec se'l va realitzar el banquer romà Jacopo Galli, que volia un Cupido de mida natural en peu, amb aspecte d'antiguitat i amb un gerro als seus peus, l'obra ha desaparegut. A una carta de Miquel Àngel dirigida al seu pare amb data 19 d'agost de 1497, el descriu així: un Apol·lo dret, nu, amb el carcaix i les fletxes a un costat: i té un vas als peus.
Jacopo Galli el va tenir al seu jardí fins a 1572 que va passar junt amb el Bacus a la col·lecció dels Mèdici, estant l'última notícia que es té sobre aquesta escultura.